# Météorite d'Erevan
«  Erevan (météorite) » redirige ici. Pour les autres significations, voir Erevan (homonymie).
La météorite d'Erevan, ou simplement Erevan, est une météorite de 107,2 grammes trouvée en 1911 ou 1912 près de Kotayk en Arménie. C'est l'une des rares howardites connues.

## Description
La météorite est tombée en 1911 ou 1912 à quelques kilomètres au nord d'Erevan, et a été trouvée quelque temps plus tard.
Deux météorites seulement ont été identifiées sur le territoire arménien, dont Erevan. Il n'y a par ailleurs que quinze howardites dans le monde.
L'académie des Sciences de l'URSS a publié en 1978 une étude de la météorite Erevan incluant l'observation microscopique et macroscopique et l'analyse chimique, dont la mesure des concentrations en gaz nobles. L'âge de la météorite a été déterminé à au moins 22 millions d'années,.

## Minéralogie
Les minéraux identifiés dans la météorite Erevan sont les suivants :
- albite, Na[AlSi3O8] ;
- anorthite, CaAl2Si2O8 ;
- bitownite (variété d'anorthite), (Ca,Na)[Al(Al,Si)Si2O8] ;
- augite, (Ca,Na)(Mg,Fe2+,Al,Fe3+,Ti)[(Si,Al)2O6] ;
- barringérite, (Fe,Ni)2P ;
- calcite, CaCO3 ;
- chromite, Fe2+Cr3+2O4 ;
- cronstedtite, Fe2+2Fe3+((Si,Fe3+)2O5)(OH)4 ;
- dolomite, CaMg(CO3)2 ;
- forstérite, Mg2SiO4 ;
- ilménite, Fe2+TiO3 ;
- fer natif, Fe ;
- kamacite, (Fe,Ni) ;
- olivine, (Mg,Fe2+)2SiO4 ;
- pigeonite, (Mg,Fe2+,Ca)(Mg,Fe2+)Si2O6 ;
- dioxyde de silicium, SiO2 ;
- tochilinite, Fe2+5-6(Mg,Fe2+)5S6(OH)10 ;
- troïlite, FeS.